# Bergkogelspin
De bergkogelspin (Rugathodes bellicosus) is een spinnensoort in de taxonomische indeling van de kogelspinnen (Theridiidae).
Het dier behoort tot het geslacht Rugathodes. De wetenschappelijke naam van de soort werd voor het eerst geldig gepubliceerd in 1873 door Eugène Simon.